# Reẕālak
Reẕālak (persiska: رضالک) är en ort i Iran.   Den ligger i provinsen Kermanshah, i den västra delen av landet, 500 km väster om huvudstaden Teheran. Reẕālak ligger 611 meter över havet och antalet invånare är 197.
Terrängen runt Reẕālak är kuperad åt sydost, men åt nordväst är den platt. Runt Reẕālak är det ganska tätbefolkat, med 155 invånare per kvadratkilometer. Närmaste större samhälle är Sarpol-e Z̄ahāb, 3,2 km väster om Reẕālak. Trakten runt Reẕālak består till största delen av jordbruksmark.